# Cheilotrichia aroo
Cheilotrichia aroo är en tvåvingeart som beskrevs av Günther Theischinger 1994. Cheilotrichia aroo ingår i släktet Cheilotrichia och familjen småharkrankar. Inga underarter finns listade i Catalogue of Life.